# Bashir Al-Hashimi
Pour les articles homonymes, voir Hashimi.
Bashir Mohammed Ali Al-Hashimi  (né le 5 janvier 1961[réf. nécessaire]) est doyen de la faculté des sciences naturelles et mathématiques et professeur sur la chaire ARM de génie informatique au King's College de Londres au Royaume-Uni. Il est également professeur invité à l'École d'électronique et d'informatique (ECS) de l'Université de Southampton,. Dans cette École, il est le codirecteur du centre de recherche ARM-ECS associant l'entreprise ARM et  l'Université de Southampton. Il a été membre du panel du UK Research Excellence Framework (REF) en 2014 et est également membre du Research Excellence Framework 2021 Engineering Panel.

## Recherche
Ses recherches portent sur la compréhension de l'interaction entre le matériel et les logiciels dans les systèmes informatiques contraints dans les applications mobiles et embarquées et sur la façon dont ces interactions peuvent être utilisées par une approche théorique et l'expérimentation pour obtenir une efficacité énergétique et améliorer la fiabilité du matériel. Il a apporté des contributions fondamentales au domaine de la conception simultanée entre matériel et logiciel,, des tests de faible puissance et de la compression des données de test des circuits intégrés numériques, et au domaine émergent de informatique de récupération d'énergie,

## Projets majeurs
Al-Hashimi a été directeur principal du programme  PRiME, un programme quinquennal au budget de 5,6 millions de livres sterling financé par l'Engineering and Physical Sciences Research Council (2013-2018) dans les domaines de l'informatique de faible consommation, hautement parallèle, reconfigurable et fiable et de la conception de logiciels vérifiés
Il est également directeur de projet et chercheur principal pour un projet visant à développer des systèmes électroniques ultra-économes en énergie pour des applications émergentes, notamment la santé numérique mobile et la surveillance sans fil autonome dans des environnements naturels et industriels. Ce projet a joué un rôle important dans le programme de recherche universitaire sur l'alimentation des appareils de l'internet des objets de manière durable

## Prix et distinctions
Al-Hashimi a été nommé Commandeur de l'Ordre de l'Empire britannique (CBE) à l'occasion de l'anniversaire de la reine 2018 pour ses services à l'ingénierie informatique et à l'industrie.
Prix
- En 2014, il a reçu le Royal Society Wolfson Research Merit Award pour ses travaux sur les systèmes informatiques à plusieurs cœurs fiables et écoénergétiques[18].
- En 2012, il a reçu le prix du service exceptionnel du IEEE Council on Electronic Design Automation (CEDA) pour avoir occupé le poste de président général[19].
- En 2020, il a reçu la médaille IET Faraday[20].

Il est rédacteur en chef de la revue IET Computers & Digital Techniques
Fellow
- Fellow de la Royal Academy of Engineering en 2013[22]

- Fellow de l'Institute of Electrical and Electronics Engineers en 2009[23]

- DATE Fellow de la Design, Automation and Test in Europe, en 2012 pour son leadership et ses contributions exceptionnelles à la conception, à l'automatisation et aux tests électroniques[24].